# Leptospermum
Leptospermum é um género botânico pertencente à família Myrtaceae. Também conhecida como Flor de Chá.
1. ↑  «Leptospermum — World Flora Online». www.worldfloraonline.org. Consultado em 19 de agosto de 2020